# كولن إس. غراي
كولن إس. غراي (بالإنجليزية: Colin S. Gray)‏ هو عالم سياسة أمريكي، ولد في 1943 في أكسفوردشير في المملكة المتحدة.